# Glochidion cleistanthoides
Glochidion cleistanthoides là một loài thực vật có hoa trong họ Diệp hạ châu. Loài này được Fosberg mô tả khoa học đầu tiên năm 1991.